# Limnephilus lucensis
Limnephilus lucensis là một loài Trichoptera trong họ Limnephilidae. Chúng phân bố ở miền Cổ bắc.